# OnRail DH 1004
Die OnRail DH 1004 ist eine 4-achsige Diesellokomotive, welche durch Umbau auf Basis der DB-Baureihe V 100 entstanden ist.

## Geschichte

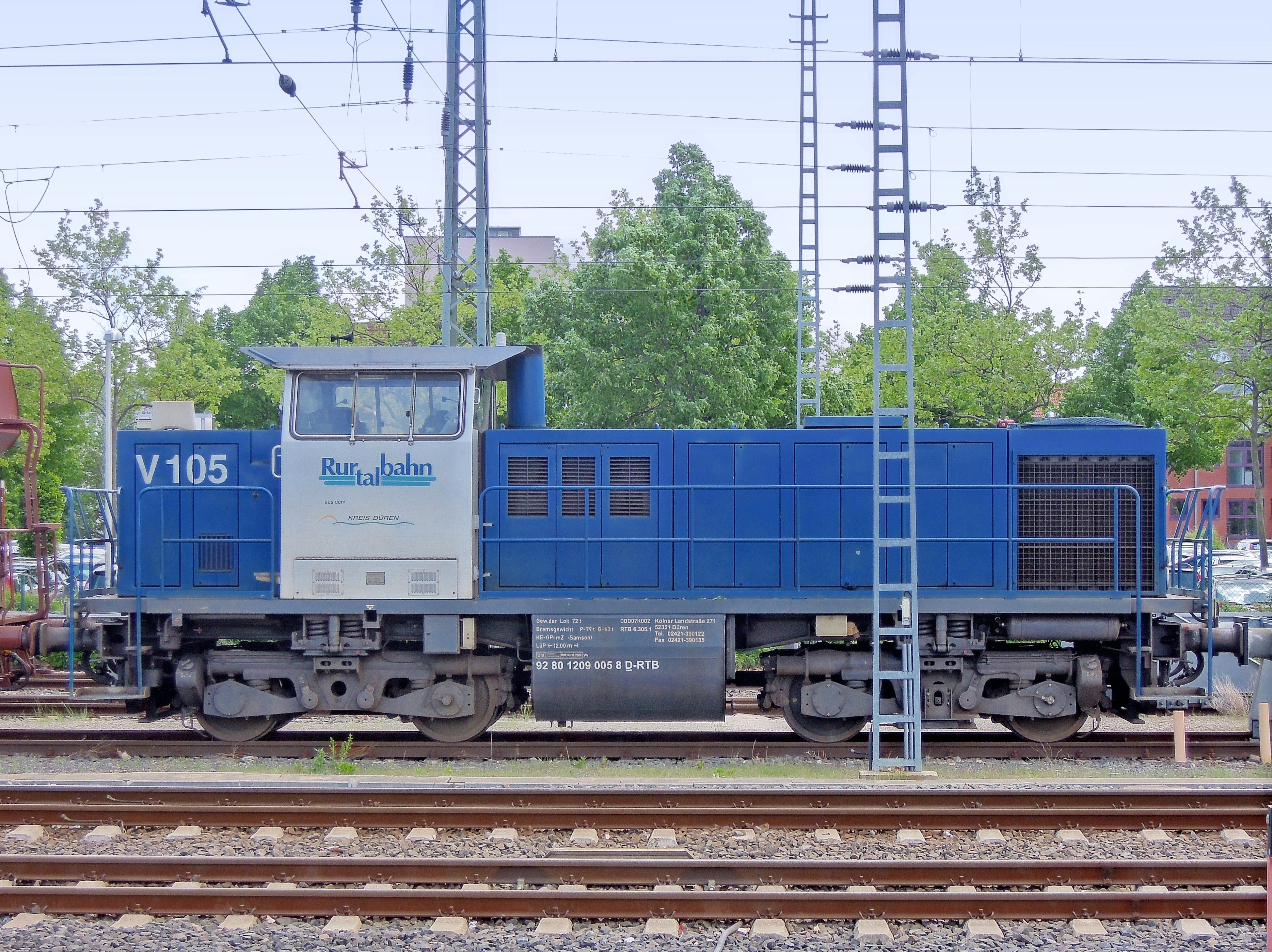
OnRail-Lokomotive der Rurtalbahn

Das deutsche Unternehmen OnRail aus Mettmann entwickelte Mitte der 1990er Jahre ein kostengünstiges Umbaukonzept für Diesellokomotiven unter dem Namen Regio-Lok. Als Basis wurden Drehgestelle, Rahmen und Getriebe der DB-Baureihe V 10010 verwendet. Aufbauten, Motoren und sonstige Aggregate und Anlagen sind, in Anlehnung an die MaK G 1205 BB, Neuteile.
Insgesamt wurden seit 1996 acht Lokomotiven auf diese Weise im Werk Moers der Vossloh Schienenfahrzeugtechnik (jetzt Vossloh Rolling Stock) umgebaut. Sie sind bei verschiedenen deutschen Privat- und Hafenbahnen im Einsatz.
Im Deutschen Fahrzeugeinstellungsregister wurde für diese Fahrzeuge die Baureihennummer 92 80 1209 und 92 80 1211 vergeben.